# Neobisium karamani
Neobisium karamani är en spindeldjursart som först beskrevs av Hadzi 1929.  Neobisium karamani ingår i släktet Neobisium och familjen helplåtklokrypare. Inga underarter finns listade i Catalogue of Life.